# Нове Вареле
Нове Вареле (пол. Nowe Warele) — село в Польщі, у гміні Шепетово Високомазовецького повіту Підляського воєводства.
Населення — 133 особи (2011).
У 1975-1998 роках село належало до Ломжинського воєводства.

## Демографія
Демографічна структура станом на 31 березня 2011 року:
|          | Загалом | Допрацездатний вік | Працездатний вік | Постпрацездатний вік |
| -------- | ------- | ------------------ | ---------------- | -------------------- |
| Чоловіки | 70      | 18                 | 42               | 10                   |
| Жінки    | 63      | 13                 | 29               | 21                   |
| Разом    | 133     | 31                 | 71               | 31                   |